# Selene peruviana
Selene peruviana är en fiskart som först beskrevs av Guichenot, 1866.  Selene peruviana ingår i släktet Selene och familjen taggmakrillfiskar. IUCN kategoriserar arten globalt som livskraftig. Inga underarter finns listade i Catalogue of Life.